# アメリカ空軍IFO-21便墜落事故
アメリカ空軍IFO-21便墜落事故とは、1996年4月3日にクロアチアのドゥブロヴニクに向かっていたアメリカ空軍のCT-43（B737-200改造型）がドゥブロヴニク空港に着陸進入中に墜落した航空事故である。この事故で、当時ビル・クリントン政権でアメリカ合衆国商務長官を勤めていたロナルド・ハーモン・ブラウンらをはじめとする貿易使節団ら35名全員が死亡した。

## 事故当日のIFO-21便

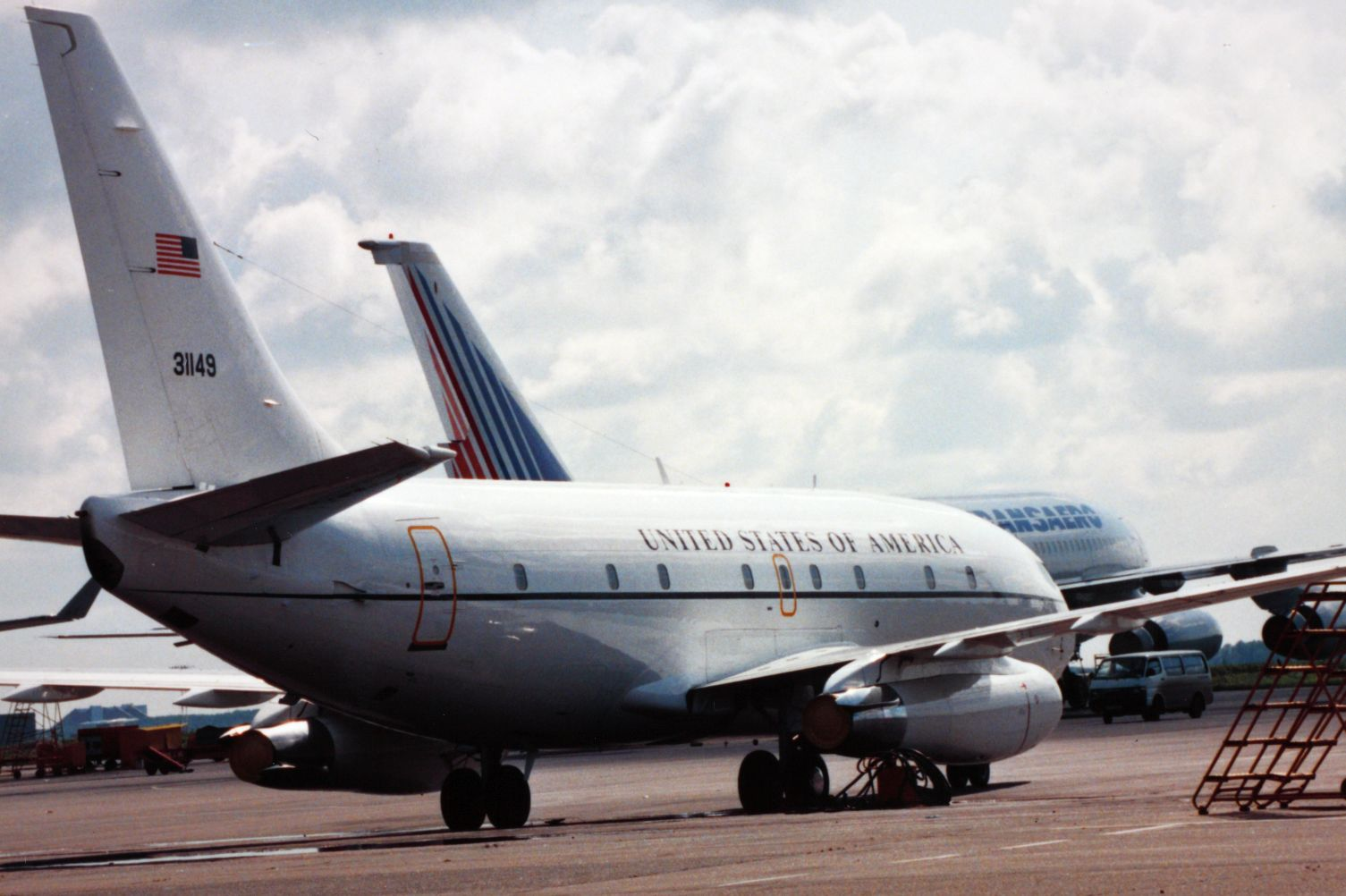
事故機のCT43

- 使用機材：ボーイングCT-43
  - 737-200改造型（B737-253）
  - 第86空輸航空団（英語版）第76空輸飛行隊（英語版）所属
  - 機体記号：73-1149（cn 20696/347）
  - 初飛行年月日：1974年3月27日
- フライトプラン：ザグレブ国際空港発・ドゥブロヴニク空港行き
- コールサイン：IFO-21
- コックピットクルー
  - 機長：アシュレイ・J・デービス大尉（ドイツ・ラムシュタイン空軍基地所属）
  - 以下、副操縦士・航空機関士
- 客室乗務員：シェリー・ケリー軍曹　他1名
- 乗客：30名

## 概要
1996年4月3日、アメリカ商務長官ロン・ブラウンをはじめとするアメリカの貿易使節団は事故機（CT-43）に搭乗し、ザグレブ国際空港から一路ドゥブロヴニク空港へ向かっていた。しかし、ドゥブロヴニク空港周辺はこの日の朝から悪天候が続き、雲に覆われて視界が全くきかない状態であった。また当時はクロアチア紛争の終結から約5ヶ月しか経過しておらず、セルビアとの制限空域が設定されており、空中警戒管制機からの指示で迂回する事になり、予定のフライトから約15分ほど遅れていた。更に紛争による同空港の占拠で、計器着陸装置などの近代的な航空保安施設が破壊されており、VORなどよりも精度の低い無指向性無線標識(NDB)の施設を使用して着陸する方式を取っていた。墜落の7分前、先に大使を乗せて同空港に着陸していた特別機の機長が、空港の天候は着陸可能な最低条件ぎりぎりの状態にあると無線で連絡したが、パイロットはそのまま着陸を続行した。
IFO-21便は、空港から20km離れたコロセップ島にある無指向性無線標識の電波を受信し、空港滑走路手前にあるもう1つの標識を目指して最終着陸態勢に入った。この事故機にはADF（自動方向探知機）が1つしかなく、空港手前にある無線標識を受信してしまったため、コロセップ島にあるほうの信号に切り替えて探索して通過した後、慣性航法装置を使用した。しかしそのデータに誤差が生じ、IFO-21便は正規進路から7度ずれて飛行を続けた。山肌が見えたため急上昇を行うも間に合わず、現地時間4月3日15時前に空港から北東に2.6km離れた山に激突して大破し炎上した。
通信が途絶した事を受けて、通信途絶の一報はアメリカ国防総省に通知され、イタリアから空軍の特殊部隊を乗せたMH-53ヘリコプターなど2機が捜索に向かった。だが不運な事に、墜落した際に発報される極超短波を受信するシステムがドゥブロヴニク空港には存在しなかった。結果的に進入経路である海面の捜索を行った結果、事故機発見が事故から4時間半後の同日19時半と大幅に遅れてしまった。発見のきっかけは住民の通報であった。さらに墜落現場周辺は悪天候であり、クロアチア紛争の際に仕掛けられた地雷原が複数あったため、アメリカ軍兵はクロアチア軍の誘導を受けるしか接近する術がなく、結局現場に到着したのは墜落現場発見からさらに2時間後の事であった。このとき尾翼付近からシェリー・ケリー軍曹が発見され病院に搬送されたが、搬送中の救急車内で死亡した。
結果、ロン・ブラウンをはじめ、ニューヨーク・タイムズのフランクフルト支局チーフであったナザニエル・C・ナッシュなどの多数の要人と乗員が全員死亡するという惨事となった。

## 事故原因
この事故は複数の要素が積み重なって発生した事故であり、中にはヒューマンエラーとされる原因もあった。事故機にはブラックボックスが搭載されていなかったが、先述した空中警戒管制機（E-3）のレーダーデータから情報を得る事で原因を解明できた。
まず、ドゥブロヴニク空港の設備が、悪天候下においては非常に貧弱であった事が挙げられる。もともと整備自体はされていたが、1991年にクロアチア紛争の際、セルビア軍による同空港の占拠で完全に破壊されていた。
終戦後NDBによる運用は行われていたが、これはILSやVORと比較して精度が低く、この状態で空軍が運用可能とする空港の基準を満たすためには（1994年の基準改定以降）アメリカ国防総省の審査と承認が必要だった。IFO-21便の運用部隊（第86空輸航空団）は1995年11月にドゥブロヴニク空港を特例として審査なしで運用する許可を求めたが、1996年1月に空軍はこの要求を却下した。にもかかわらず部隊は（1994年以前にこの空港を運用してきたという実績を理由に）運用に問題はないと判断し、空軍の決定に従わず独自にこの空港を運用可能としていた。
次に、前述の通り精度の低いNDBに対して、2つの標識電波を受信する側の当該機にはADF（自動方向探知機）が1つしかなく、同時に2つの信号を受信できなかったため、空港へ計器飛行で進入する上で大きな制約を受けることになった。そのため代わりに慣性航法装置で飛行しようとしたが、設定データに誤差があったため墜落地点である山の方向に向かってしまった。
最後に、アメリカ国防総省の定める安全基準値をクリアした航空図を使用していなかった。パイロットが使用していた航空図はジェプセン社が発行した地図であり、着陸復行の最低降下高度（MDA、定められた高度で滑走路が見えない場合は着陸復航しなければならない）が基準を満たさないものを使用していた。基準では、高度2,822フィート (860 m)であるべきところが、使用していた航空図は2,150フィート (660 m)になっていた。
結果、計器飛行での着陸が難しい条件（天候・航法）でコースミスした状況で誤った最低降下高度が記された航空図を使用して降下した、という複合要因のため山に墜落した。

## 事故後の動き
事故後、国防総省による空軍関係者への査問が行われ、次々と不手際が発覚した結果、第86空輸航空団の司令・副司令が共に更迭され、IFO-21便運用の作戦指揮を執っていた（第86空輸航空団隷下の）第86作戦群司令は更迭の上、職務怠慢で有罪となり大佐から少佐へ降格された。
この事故をきっかけとして、空軍機にもブラックボックスが設置される事となった。また空軍の承認を受けていない空港への空軍機の着陸は不可能となった。

## この事故を取り上げた作品
- メーデー!:航空機事故の真実と真相 第4シーズン第8話「INBOUND」